# Câu lạc bộ bóng đá Thép Xanh Nam Định mùa bóng 2023
Mùa bóng 2023 là mùa giải chính thức thứ 39 trong lịch sử của câu lạc bộ Thép Xanh Nam Định và là mùa thứ 6 liên tiếp đội bóng thi đấu tại V.League 1, giải bóng đá cấp độ cao nhất trong hệ thống giải đấu của bóng đá Việt Nam.

## Đội hình
Ghi chú: Quốc kỳ chỉ đội tuyển quốc gia được xác định rõ trong điều lệ tư cách FIFA. Các cầu thủ có thể giữ hơn một quốc tịch ngoài FIFA.
| Số | VT | Quốc gia | Cầu thủ               |
| -- | -- | -------- | --------------------- |
| 2  | HV | Việt Nam | Đinh Viết Tú          |
| 3  | HV | Việt Nam | Dương Thanh Hào       |
| 5  | TV | Việt Nam | Hoàng Văn Khánh       |
| 6  | TV | Việt Nam | Phạm Đức Huy          |
| 7  | HV | Việt Nam | Nguyễn Phong Hồng Duy |
| 8  | TV | Việt Nam | Nguyễn Đình Sơn       |
| 10 | TV | Brasil   | Hendrio Araujo        |
| 11 | TĐ | Brasil   | Douglas Coutinho      |
| 12 | TV | Việt Nam | Hồ Khắc Ngọc          |
| 14 | TĐ | Việt Nam | Mai Xuân Quyết        |
| 15 | HV | Việt Nam | Nguyễn Hữu Tuấn       |
| 16 | TV | Việt Nam | Nguyễn Đinh Mạnh      |
| 18 | TV | Việt Nam | Đoàn Thanh Trường     |
| 20 | HV | Việt Nam | Hoàng Xuân Tân        |
| 21 | TĐ | Việt Nam | Phan Thế Hưng         |

| Số | VT | Quốc gia | Cầu thủ          |
| -- | -- | -------- | ---------------- |
| 22 | HV | Việt Nam | Phạm Minh Nghĩa  |
| 23 | TM | Việt Nam | Lê Vũ Phong      |
| 26 | TM | Việt Nam | Trần Nguyên Mạnh |
| 27 | TĐ | Việt Nam | Trần Ngọc Sơn    |
| 28 | TĐ | Việt Nam | Hoàng Minh Tuấn  |
| 29 | TM | Việt Nam | Trần Đức Dũng    |
| 32 | HV | Việt Nam | Ngô Đức Huy      |
| 66 | TV | Việt Nam | Nguyễn Hạ Long   |
| 79 | TV | Việt Nam | Ngô Hoàng Thịnh  |
| 82 | TM | Việt Nam | Trần Liêm Điều   |
| 88 | TV | Việt Nam | Tô Văn Vũ        |
| 95 | TV | Brasil   | Andre Luiz       |
| 96 | HV | Việt Nam | Đinh Văn Trường  |
| 97 | TV | Việt Nam | Trần Mạnh Hùng   |

## Chuyển nhượng

### Đầu mùa giải

#### Chuyển đến
| #  | VT | Cầu thủ               | Từ                        | Phí   | Nguồn |
| -- | -- | --------------------- | ------------------------- | ----- | ----- |
| 1  | TV | Hendrio Araujo        | Topenland Bình Định       | Tự do | [ 1 ] |
| 2  | TĐ | Dominic Vinicius      | Hắc Long Giang Băng Thành | Tự do | [ 1 ] |
| 3  | HV | Dương Thanh Hào       | Topenland Bình Định       | Tự do | [ 1 ] |
| 4  | HV | Hoàng Văn Khánh       | Sông Lam Nghệ An          | Tự do | [ 1 ] |
| 5  | TV | Phạm Đức Huy          | Hà Nội                    | Tự do | [ 1 ] |
| 6  | HV | Nguyễn Phong Hồng Duy | Hoàng Anh Gia Lai         | Tự do | [ 1 ] |
| 7  | TV | Hồ Khắc Ngọc          | Viettel                   | Tự do | [ 1 ] |
| 8  | HV | Nguyễn Hữu Tuấn       | Hoàng Anh Gia Lai         | Tự do | [ 1 ] |
| 9  | TM | Trần Nguyên Mạnh      | Viettel                   | Tự do | [ 1 ] |
| 10 | TĐ | Hoàng Minh Tuấn       | Sài Gòn                   | Tự do | [ 1 ] |
| 11 | TM | Trần Đức Dũng         | Phú Thọ                   | Tự do | [ 1 ] |
| 12 | HV | Ngô Đức Huy           | Phù Đổng                  | Tự do | [ 1 ] |
| 13 | HV | Nguyễn Trọng Đại      | Hồng Lĩnh Hà Tĩnh         | Tự do | [ 1 ] |
| 14 | TV | Ngô Hoàng Thịnh       | Thành phố Hồ Chí Minh     | Tự do | [ 1 ] |
| 15 | TĐ | Samuel Nnamani        | Bucheon FC 1995           | Tự do | [ 1 ] |

#### Rời đi
| # | VT | Cầu thủ        | Đến            | Phí   | Nguồn |
| - | -- | -------------- | -------------- | ----- | ----- |
| 1 | TĐ | Rodrigo Dias   | SHB Đà Nẵng    | Tự do | [ 1 ] |
| 2 | HV | Phạm Mạnh Hùng | Hải Phòng      | Tự do | [ 1 ] |
| 3 | TV | Phan Văn Hiếu  | Công an Hà Nội | Tự do | [ 1 ] |

### Giữa mùa giải

#### Chuyển đến
| # | VT | Cầu thủ          | Từ             | Phí      | Nguồn |
| - | -- | ---------------- | -------------- | -------- | ----- |
| 1 | TĐ | Douglas Coutinho | Londrina-PR    | Tự do    | [ 2 ] |
| 2 | TĐ | Andre Luiz       | Ituano         | Tự do    | [ 2 ] |
| 3 | TV | Tô Văn Vũ        | Công an Hà Nội | Cho mượn | [ 3 ] |

#### Rời đi
| # | VT | Cầu thủ          | Đến                 | Phí      | Nguồn |
| - | -- | ---------------- | ------------------- | -------- | ----- |
| 1 | TĐ | Dominic Vinicius | Chưa biết           | Thanh lí | [ 2 ] |
| 2 | HV | Samuel Nnamani   | Topenland Bình Định | Thanh lí | [ 2 ] |
| 3 | TV | Nguyễn Trọng Đại | Chưa biết           | Thanh lí | [ 4 ] |

## Tiền mùa giải và giao hữu
| 7 tháng 1 năm 2023 | Thép Xanh Nam Định | 3-1 | SHB Đà Nẵng | Bình Dương           |
|                    |                    |     |             | Sân vận động: Gò Đậu |

| 11 tháng 1 năm 2023 | Thép Xanh Nam Định | 0–1 | Khánh Hòa | Bình Dương           |
|                     |                    |     |           | Sân vận động: Gò Đậu |

| 13 tháng 1 năm 2023 | Thép Xanh Nam Định | 0–2 | Topenland Bình Định | Bình Dương           |
|                     |                    |     |                     | Sân vận động: Gò Đậu |

| 15 tháng 1 năm 2023 | Thép Xanh Nam Định | 1–0 | Khánh Hòa | Bình Dương           |
|                     |                    |     |           | Sân vận động: Gò Đậu |

## Các giải đấu

### Kết quả tổng quát
| Giải đấu     | Trận đấu đầu tiên | Trận đấu cuối cùng | Vòng đấu mở màn | Vị trí chung cuộc | Thành tích | Thành tích | Thành tích | Thành tích | Thành tích | Thành tích | Thành tích | Thành tích |
| Giải đấu     | Trận đấu đầu tiên | Trận đấu cuối cùng | Vòng đấu mở màn | Vị trí chung cuộc | ST         | T          | H          | B          | BT         | BB         | HS         | % thắng    |
| ------------ | ----------------- | ------------------ | --------------- | ----------------- | ---------- | ---------- | ---------- | ---------- | ---------- | ---------- | ---------- | ---------- |
| V.League 1   | 3 tháng 2, 2023   | 27 tháng 8, 2023   | Vòng 1          | 5                 | 20         | 7          | 8          | 5          | 19         | 19         | +0         | 035,00     |
| Cúp Quốc gia | 2 tháng 4, 2023   | 11 tháng 7, 2023   | Vòng loại       | Tứ kết            | 3          | 0          | 2          | 1          | 2          | 4          | −2         | 000,00     |
| Tổng cộng    | Tổng cộng         | Tổng cộng          | Tổng cộng       | Tổng cộng         | 23         | 7          | 10         | 6          | 21         | 23         | −2         | 030,43     |

Cập nhật lần cuối: 3 tháng 1, 2023
Nguồn: Các giải đấu

### Giải vô địch quốc gia
Lịch thi đấu Giải bóng đá Vô địch Quốc gia 2023 được công bố vào ngày 26 tháng 12 năm 2022.

#### Bảng xếp hạng

##### Giai đoạn 1
| VT | Đội                 | ST | T | H | B | BT | BB | HS | Đ  | Giành quyền tham dự               |
| -- | ------------------- | -- | - | - | - | -- | -- | -- | -- | --------------------------------- |
| 5  | Hải Phòng           | 13 | 4 | 7 | 2 | 14 | 13 | +1 | 19 | Tham dự nhóm vô địch giai đoạn 2  |
| 6  | Topenland Bình Định | 13 | 5 | 4 | 4 | 17 | 17 | 0  | 19 | Tham dự nhóm vô địch giai đoạn 2  |
| 7  | Thép Xanh Nam Định  | 13 | 4 | 7 | 2 | 12 | 13 | −1 | 19 | Tham dự nhóm vô địch giai đoạn 2  |
| 8  | Hồng Lĩnh Hà Tĩnh   | 13 | 4 | 6 | 3 | 20 | 20 | 0  | 18 | Tham dự nhóm vô địch giai đoạn 2  |
| 9  | Sông Lam Nghệ An    | 13 | 3 | 7 | 3 | 14 | 15 | −1 | 16 | Tham dự nhóm trụ hạng giai đoạn 2 |

##### Giai đoạn 2 (Nhóm đua vô địch)
| VT | Đội                | ST | T | H | B | BT | BB | HS | Đ  | Giành quyền tham dự                                                 |
| -- | ------------------ | -- | - | - | - | -- | -- | -- | -- | ------------------------------------------------------------------- |
| 4  | Đông Á Thanh Hóa   | 20 | 8 | 7 | 5 | 27 | 22 | +5 | 31 | Tham dự vòng bảng Giải vô địch bóng đá các câu lạc bộ ASEAN 2024–25 |
| 5  | Thép Xanh Nam Định | 20 | 7 | 8 | 5 | 19 | 19 | 0  | 29 |                                                                     |
| 6  | Hải Phòng          | 20 | 6 | 8 | 6 | 20 | 23 | −3 | 26 |                                                                     |

1. ↑  Đông Á Thanh Hóa giành quyền tham dự Giải vô địch bóng đá các câu lạc bộ ASEAN 2024–25 nhờ vô địch Cúp Quốc gia 2023.

#### Kết quả tổng quát
| Tổng thể | Tổng thể | Tổng thể | Tổng thể | Tổng thể | Tổng thể | Tổng thể | Tổng thể | Sân nhà | Sân nhà | Sân nhà | Sân nhà | Sân nhà | Sân nhà | Sân khách | Sân khách | Sân khách | Sân khách | Sân khách | Sân khách |
| ST       | T        | H        | B        | BT       | BB       | HS       | Đ        | T       | H       | B       | BT      | BB      | HS      | T         | H         | B         | BT        | BB        | HS        |
| -------- | -------- | -------- | -------- | -------- | -------- | -------- | -------- | ------- | ------- | ------- | ------- | ------- | ------- | --------- | --------- | --------- | --------- | --------- | --------- |
| 20       | 7        | 8        | 5        | 19       | 19       | 0        | 29       | 3       | 6       | 1       | 10      | 7       | +3      | 4         | 2         | 4         | 9         | 12        | −3        |

#### Kết quả từng vòng

##### Giai đoạn 1
| Vòng    | 1 | 2 | 3 | 4 | 5 | 6 | 7 | 8 | 9 | 10 | 11 | 12 | 13 |
| ------- | - | - | - | - | - | - | - | - | - | -- | -- | -- | -- |
| Sân     | H | A | H | A | H | H | A | H | A | H  | A  | H  | A  |
| Kết quả | W | W | D | D | D | W | L | D | D | D  | L  | D  | W  |
| Vị trí  | 3 | 1 | 2 | 3 | 3 | 3 | 4 | 5 | 5 | 5  | 8  | 8  | 7  |

##### Giai đoạn 2
| Vòng    | 1 | 2 | 3 | 4 | 5 | 6 | 7 |
| ------- | - | - | - | - | - | - | - |
| Sân     | A | H | A | H | A | A | H |
| Kết quả | W | D | L | L | L | W | W |
| Vị trí  | 5 | 5 | 5 | 5 | 6 | 6 | 5 |

#### Các trận đấu
Thắng  Hòa  Thua
  Chưa thi đấu

##### Giai đoạn 1
| 3 tháng 2 năm 2023 1 - GĐ1 | Thép Xanh Nam Định             | 1–0      | Thành phố Hồ Chí Minh                   | Thành phố Nam Định, Nam Định                                              |  |
| 17:00                      | - Hendrio Araujo 90+6' (ph.đ.) | Chi tiết | - Chu Văn Kiên 43' - Jonny Campbell 89' | Sân vận động: Thiên Trường Lượng khán giả: 15000 Trọng tài: Hoàng Ngọc Hà |  |

| 8 tháng 2 năm 2023 2 - GĐ1 | SHB Đà Nẵng | 0–1      | Thép Xanh Nam Định                           | Quận Cẩm Lệ, Đà Nẵng                                                    |  |
| 17:00                      |             | Chi tiết | - Dominic Vinicius 57' - Nguyễn Đình Sơn 61' | Sân vận động: Hòa Xuân Lượng khán giả: 6000 Trọng tài: Nguyễn Ngọc Châu |  |

| 14 tháng 2 năm 2023 3 - GĐ1 | Thép Xanh Nam Định                           | 2–2      | Hoàng Anh Gia Lai                                | Thành phố Nam Định, Nam Định                     |  |
| 18:00                       | - Dương Thanh Hào 2' - Đoàn Thanh Trường 84' | Chi tiết | - Châu Ngọc Quang 79' - Washington Brandão 90+1' | Sân vận động: Thiên Trường Lượng khán giả: 17000 |  |

| 19 tháng 2 năm 2023 4 - GĐ1 | Viettel                                    | 0–0      | Thép Xanh Nam Định                      | Đống Đa, Hà Nội                                                         |  |
| 19:15                       | - Bùi Tiến Dũng 65' - Nguyễn Hoàng Đức 86' | Chi tiết | - Hồ Khắc Ngọc 77' - Mai Xuân Quyết 85' | Sân vận động: Hàng Đẫy Lượng khán giả: 7.000 Trọng tài: Nguyễn Mạnh Hải |  |

| 07 tháng 4 năm 2023 5 - GĐ1 | Thép Xanh Nam Định                                   | 1–1      | Khánh Hòa                                                      | Thành phố Nam Định, Nam Định                                                |  |
| 18:00                       | - Hoàng Văn Khánh 77' - Hendrio Araujo 90+7' (ph.đ.) | Chi tiết | - Lê Tiến Anh 60' - Yago Ramos 86' 90+5' - Võ Ngọc Cường 90+4' | Sân vận động: Thiên Trường Lượng khán giả: 12.000 Trọng tài: Trương Hồng Vũ |  |

| 11 tháng 4 năm 2023 6 - GĐ1 | Thép Xanh Nam Định                               | 1–0      | Sông Lam Nghệ An    | Thành phố Nam Định, Nam Định                                                 |  |
| 18:00                       | - Nguyễn Phong Hồng Duy 37' - Mai Xuân Quyết 52' | Chi tiết | - Vương Văn Huy 58' | Sân vận động: Thiên Trường Lượng khán giả: 14.000 Trọng tài: Nguyễn Mạnh Hải |  |

| 16 tháng 5 năm 2023 7 - GĐ1 | Công an Hà Nội        | 4–0      | Thép Xanh Nam Định | Đống Đa, Hà Nội        |  |
| 19:15                       | - Nguyễn Xuân Nam 11' | Chi tiết |                    | Sân vận động: Hàng Đẫy |  |

| 19 tháng 5 năm 2023 8 - GĐ1 | Thép Xanh Nam Định                                                                 | 1–1      | Hải Phòng                                   | Thành phố Nam Định, Nam Định                                                   |  |
| 18:00                       | - Samuel Nnamani 5' - Nguyễn Đình Sơn 10' - Hồ Khắc Ngọc 36' - Nguyễn Hữu Tuấn 72' | Chi tiết | - Joseph Mpande 38' - Lê Trung Hiếu 48' 82' | Sân vận động: Thiên Trường Lượng khán giả: 15.000 Trọng tài: Nguyễn Trung Kiên |  |

| 26 tháng 5 năm 2023 9 - GĐ1 | Topenland Bình Định               | 1–1                             | Thép Xanh Nam Định                                       | Quy Nhơn, Bình Định                                                      |  |
| 18:00                       | - Rafaelson Bezerra Fernandes 72' | Chi tiết FPT Play, HTV Thể thao | - Hoàng Xuân Tân 18' - Nnamani Onyedikachukwu Samuel 25' | Sân vận động: Quy Nhơn Lượng khán giả: 6,000 Trọng tài: Nguyễn Đình Thái |  |

| 31 tháng 5 năm 2023 10 - GĐ1 | Thép Xanh Nam Định                                 | 1–1               | Hồng Lĩnh Hà Tĩnh                                              | Thành phố Nam Định, Nam Định                                             |  |
| 18:00                        | - Hoàng Văn Khánh 23' - Hendrio Araujo Dasilva 76' | Chi tiết FPT Play | - Nguyễn Trung Học 57' - Nguyễn Văn Hạnh 64' - Đào Văn Nam 66' | Sân vận động: Thiên Trường Lượng khán giả: 11.000 Trọng tài: Ngô Duy Lân |  |

| 04 tháng 6 năm 2023 11 - GĐ1 | Hà Nội | 1–0      | Thép Xanh Nam Định | Đống Đa, Hà Nội        |  |
| 19:15                        |        | Chi tiết |                    | Sân vận động: Hàng Đẫy |  |

| 24 tháng 6 năm 2023 12 - GĐ1 | Thép Xanh Nam Định | 0–0                      | Đông Á Thanh Hóa     | Thành phố Nam Định, Nam Định                                             |  |
| 18:00                        |                    | Chi tiết FPT Play, TV360 | - Gustavo Santos 46' | Sân vận động: Thiên Trường Lượng khán giả: 10.000 Trọng tài: Ngô Duy Lân |  |

| 2 tháng 7 năm 2023 13 - GĐ1 | Becamex Bình Dương                                                                                       | 2–3                      | Thép Xanh Nam Định                                                                                     | Thủ Dầu Một, Bình Dương                                             |  |
| 17:00                       | - Vinicius Cassius 21' - Rimario Gordon 32' (ph.đ.), 90+4' - Trần Trung Hiếu 52' - Nguyễn Thanh Long 81' | Chi tiết FPT Play, TV360 | - Trần Ngọc Sơn 6' - Andre Luiz Guimaraes 10' - Nguyễn Hữu Tuấn 13' - Đinh Viết Tú 26' - Tô Văn Vũ 29' | Sân vận động: Gò Đậu Lượng khán giả: 5.000 Trọng tài: Hoàng Ngọc Hà |  |

##### Giai đoạn 2 (Nhóm tranh vô địch)
| 16 tháng 7 năm 2023 1 - GĐ2 | Đông Á Thanh Hóa | 0–2                      | Thép Xanh Nam Định                          | Thành phố Thanh Hóa, Thanh Hóa                                            |  |
| 18:00                       |                  | Chi tiết FPT Play, TV360 | - Trần Ngọc Sơn 32' - Douglas Countinho 44' | Sân vận động: Thanh Hóa Lượng khán giả: 7.000 Trọng tài: Nguyễn Đình Thái |  |

| 22 tháng 7 năm 2023 2 - GĐ2 | Thép Xanh Nam Định    | 0–0                            | Viettel                                      | Thành phố Nam Định, Nam Định                                                 |  |
| 18:00                       | - Ngô Hoàng Thịnh 57' | Chi tiết FPT Play, TV360, HTV1 | - Nguyễn Đức Chiến 69' - Trần Mạnh Cường 83' | Sân vận động: Thiên Trường Lượng khán giả: 14.000 Trọng tài: Trần Đình Thịnh |  |

| 28 tháng 7 năm 2023 3 - GĐ2 | Hà Nội                                                       | 1–0                                    | Thép Xanh Nam Định                                            | Đống Đa, Hà Nội                                                    |  |
| 19:15                       | - Phạm Tuấn Hải 16' - Nguyễn Văn Vĩ 82' - Đậu Văn Toàn 90+6' | Chi tiết FPT Play, TV360, HTV Thể thao | - Phạm Đức Huy 15' - Ngô Đức Huy 87' - Nguyễn Đình Mạnh 90+2' | Sân vận động: Hàng Đẫy Lượng khán giả: 8.000 Trọng tài: Lê Vũ Linh |  |

| 02 tháng 8 năm 2023 4 - GĐ2 | Thép Xanh Nam Định                                               | 1–2                            | Công an Hà Nội                                                                    | Thành phố Nam Định, Nam Định                                                |  |
| 18:00                       | - Nguyễn Hạ Long 34' - Hoàng Minh Tuấn 53' - Đinh Văn Trường 78' | Chi tiết FPT Play, TV360, HTV1 | - Raphael Success 62' - Phó trưởng đoàn Lê Xuân Hải 65' - Jhon Cley 90+6' (ph.đ.) | Sân vận động: Thiên Trường Lượng khán giả: 9.000 Trọng tài: Trần Đình Thịnh |  |

| 06 tháng 8 năm 2023 5 - GĐ2 | Hải Phòng                                 | 2–0                                    | Thép Xanh Nam Định         | Quận Ngô Quyền, Hải Phòng                                              |  |
| 19:15                       | - Joseph Mpande 17' - Lương Hoàng Nam 26' | Chi tiết FPT Play, TV360, HTV Thể thao | - André Luiz Guimaraes 89' | Sân vận động: Lạch Tray Lượng khán giả: 5.000 Trọng tài: Trần Ngọc Nhớ |  |

| 12 tháng 8 năm 2023 6 - GĐ2 | Topenland Bình Định                | 1–2                      | Thép Xanh Nam Định                                                 | Quy Nhơn, Bình Định                                                     |  |
| 17:00                       | - Rafaelson 33' - Đỗ Văn Thuận 87' | Chi tiết FPT Play, TV360 | - Dougla Coutinhto 6' - Hoàng Minh Tuấn 35' - Nguyễn Hạ Long 90+1' | Sân vận động: Quy Nhơn Lượng khán giả: 2.000 Trọng tài: Khổng Tam Cường |  |

| 27 tháng 8 năm 2023 7 - GĐ2 | Thép Xanh Nam Định                                                                              | 2–0                            | Hồng Lĩnh Hà Tĩnh                        | Thành phố Nam Định, Nam Định                                               |  |
| 17:00                       | - Hoàng Văn Khánh 23' - Nguyễn Phong Hồng Duy 32' - Trần Ngọc Sơn 45+2' - Douglas Coutinhto 64' | Chi tiết FPT Play, TV360, HTV1 | - Abdoulaye Diallo 22' - Đào Tấn Lộc 53' | Sân vận động: Thiên Trường Lượng khán giả: 11.000 Trọng tài: Hoàng Ngọc Hà |  |

### Cúp quốc gia
| 2 tháng 4 năm 2023 Vòng loại                                                         | Thép Xanh Nam Định                             | 1–1 (4–3 p)                                                                         | Hải Phòng                                                                                                 | Thành phố Nam Định, Nam Định                                            |  |
|                                                                                      | - Nguyễn Hữu Tuấn 13' - Samuel Nnamani 58' 59' | Chi tiết FPT Play                                                                   | - Phạm Mạnh Hùng 26' - Đặng Văn Tới 40' - Carlos Fernández 56' - Nguyễn Kiên Quyết 66' - Hồ Minh Dĩ 90+3' | Sân vận động: Thiên Trường Lượng khán giả: 10.000 Trọng tài: Đỗ Anh Đức |  |
|                                                                                      |                                                | Loạt sút luân lưu                                                                   | |                                                                         |  |
| - Dominic Vinicius - Đinh Viết Tú - Samuel Nnamani - Nguyễn Hạ Long - Hendrio Araujo |                                                | - Carlos Fernández - Đặng Văn Tới - Hồ Minh Dĩ - Phạm Mạnh Hùng - Lương Xuân Trường | |                                                                         |  |

| 8 tháng 7 năm 2023 Vòng 1/8                                                                  | Công an Hà Nội                                                    | 1–1 (2–3 p) | Thép Xanh Nam Định                                               | Đống Đa, Hà Nội                                                                        |  |
| 19:15                                                                                        | - Gustavo Henrique 12' - Huỳnh Tấn Sinh 55' - Raphael Success 78' | Chi tiết FPT Play, TV360, HTV Thể thao                                                                             | - Hoàng Văn Khánh 15' - Ngô Đức Huy 37' 58' - Hendrio Araujo 65' | Sân vận động: Sân vận động Hàng Đẫy Lượng khán giả: 10.000 Trọng tài: Nguyễn Viết Duẩn |  |
|                                                                                              |                                                                   | Loạt sút luân lưu                                                                                                  |                                                                  |                                                                                        |  |
| - Jhon Cley - Nguyễn Quang Hải - Huỳnh Tấn Sinh - Đoàn Văn Hậu - Vũ Văn Thanh - Sầm Ngọc Đức |                                                                   | - Mai Xuân Quyết - Hoàng Minh Tuấn - Đinh Viết Tú - André Luiz Guimaraes - Nguyễn Phong Hồng Duy - Dương Thanh Hào |                                                                  |                                                                                        |  |

| 11 tháng 7 năm 2023 Tứ kết | Viettel                                                                                     | 2–0                                    | Thép Xanh Nam Định                                | Đống Đa, Hà Nội                                                            |  |
| 19:15                      | - Nguyễn Thanh Bình 51' - Jeferson Elias 56' 64' - Trần Mạnh Cường 66' - Nhâm Mạnh Dũng 73' | Chi tiết FPT Play, TV360, HTV Thể thao | - Trần Nguyên Mạnh 32' - André Luiz Guimaraes 40' | Sân vận động: Sân vận động Hàng Đẫy Lượng khán giả: 7.000 Trọng tài: 7.000 |  |

## Thống kê mùa giải

### Thống kê đội hình
| Số                                  | VT      | QT       | Cầu thủ               | Tổng số | Tổng số | V.League | V.League | Cúp Quốc gia | Cúp Quốc gia |         |         |         |         |
| Số                                  | VT      | QT       | Cầu thủ               | Trận    | Bàn     | Trận     | Bàn      | Trận         | Bàn          |         |         |         |         |
| Thủ môn                             | Thủ môn | Thủ môn  | Thủ môn               | Thủ môn | Thủ môn | Thủ môn  | Thủ môn  | Thủ môn      | Thủ môn      | Thủ môn | Thủ môn | Thủ môn | Thủ môn |
| ----------------------------------- | ------- | -------- | --------------------- | ------- | ------- | -------- | -------- | ------------ | ------------ | ------- | ------- | ------- | ------- |
| 23                                  | TM      | Việt Nam | Lê Vũ Phong           | 0       | 0       | 0        | 0        | 0            | 0            |         |         |         |         |
| 26                                  | TM      | Việt Nam | Trần Nguyên Mạnh      | 21      | 0       | 18       | 0        | 3            | 0            |         |         |         |         |
| 29                                  | TM      | Việt Nam | Trần Đức Dũng         | 2       | 0       | 1        | 0        | 0+1          | 0            |         |         |         |         |
| 82                                  | TM      | Việt Nam | Trần Liêm Điều        | 1       | 0       | 1        | 0        | 0            | 0            |         |         |         |         |
| Hậu vệ                              |         |          |                       |         |         |          |          |              |              |         |         |         |         |
| 2                                   | HV      | Việt Nam | Đinh Viết Tú          | 14      | 0       | 5+6      | 0        | 2+1          | 0            |         |         |         |         |
| 3                                   | HV      | Việt Nam | Dương Thanh Hào       | 16      | 1       | 13       | 1        | 3            | 0            |         |         |         |         |
| 5                                   | HV      | Việt Nam | Hoàng Văn Khánh       | 13      | 0       | 9+2      | 0        | 1+1          | 0            |         |         |         |         |
| 7                                   | HV      | Việt Nam | Nguyễn Phong Hồng Duy | 22      | 1       | 18+1     | 1        | 3            | 0            |         |         |         |         |
| 15                                  | HV      | Việt Nam | Nguyễn Hữu Tuấn       | 20      | 0       | 18       | 0        | 2            | 0            |         |         |         |         |
| 20                                  | HV      | Việt Nam | Hoàng Xuân Tân        | 12      | 0       | 7+4      | 0        | 0+1          | 0            |         |         |         |         |
| 22                                  | HV      | Việt Nam | Phạm Minh Nghĩa       | 1       | 0       | 1        | 0        | 0            | 0            |         |         |         |         |
| 32                                  | HV      | Việt Nam | Ngô Đức Huy           | 6       | 0       | 4+1      | 0        | 1            | 0            |         |         |         |         |
| 96                                  | HV      | Việt Nam | Đinh Văn Trường       | 4       | 0       | 0+4      | 0        | 0            | 0            |         |         |         |         |
| Tiền vệ                             |         |          |                       |         |         |          |          |              |              |         |         |         |         |
| 6                                   | TV      | Việt Nam | Phạm Đức Huy          | 18      | 0       | 10+5     | 0        | 3            | 0            |         |         |         |         |
| 8                                   | TV      | Việt Nam | Nguyễn Đình Sơn       | 12      | 0       | 6+4      | 0        | 2            | 0            |         |         |         |         |
| 10                                  | TV      | Brasil   | Hendrio Araujo        | 19      | 4       | 15+1     | 3        | 2+1          | 1            |         |         |         |         |
| 12                                  | TV      | Việt Nam | Hồ Khắc Ngọc          | 11      | 0       | 10       | 0        | 1            | 0            |         |         |         |         |
| 16                                  | TV      | Việt Nam | Nguyễn Đình Mạnh      | 6       | 0       | 2+4      | 0        | 0            | 0            |         |         |         |         |
| 18                                  | TV      | Việt Nam | Đoàn Thanh Trường     | 14      | 1       | 5+8      | 1        | 1            | 0            |         |         |         |         |
| 21                                  | TV      | Việt Nam | Phan Thế Hưng         | 3       | 0       | 1+2      | 0        | 0            | 0            |         |         |         |         |
| 66                                  | TV      | Việt Nam | Nguyễn Hạ Long        | 9       | 0       | 7        | 0        | 1+1          | 0            |         |         |         |         |
| 79                                  | TV      | Việt Nam | Ngô Hoàng Thịnh       | 12      | 0       | 5+5      | 0        | 1+1          | 0            |         |         |         |         |
| 88                                  | TV      | Việt Nam | Tô Văn Vũ             | 9       | 1       | 8        | 1        | 1            | 0            |         |         |         |         |
| 95                                  | TĐ      | Brasil   | Andre Luiz            | 11      | 1       | 9        | 1        | 2            | 0            |         |         |         |         |
| 97                                  | TV      | Việt Nam | Trần Mạnh Hùng        | 6       | 0       | 1+5      | 0        | 0            | 0            |         |         |         |         |
| Tiền đạo                            |         |          |                       |         |         |          |          |              |              |         |         |         |         |
| 11                                  | TĐ      | Brasil   | Douglas Coutinho      | 11      | 3       | 9        | 3        | 2            | 0            |         |         |         |         |
| 14                                  | TĐ      | Việt Nam | Mai Xuân Quyết        | 18      | 0       | 3+13     | 0        | 0+2          | 0            |         |         |         |         |
| 27                                  | TĐ      | Việt Nam | Trần Ngọc Sơn         | 16      | 3       | 10+4     | 3        | 1+1          | 0            |         |         |         |         |
| 28                                  | TĐ      | Việt Nam | Hoàng Minh Tuấn       | 7       | 2       | 4+2      | 2        | 0+1          | 0            |         |         |         |         |
| Cầu thủ chuyển nhượng giữa mùa giải |         |          |                       |         |         |          |          |              |              |         |         |         |         |
| 9                                   | TĐ      | Nigeria  | Samuel Nnamani        | 9       | 3       | 8        | 2        | 1            | 1            |         |         |         |         |
| 31                                  | TĐ      | Brasil   | Dominic Vinicius      | 10      | 1       | 6+3      | 1        | 0+1          | 0            |         |         |         |         |
| 77                                  | TV      | Việt Nam | Nguyễn Trọng Đại      | 6       | 0       | 4+2      | 0        | 0            | 0            |         |         |         |         |

Nguồn: Các giải đấu

### Cầu thủ ghi bàn
| #                                | Cầu thủ                          | V.League 1 | Cúp Quốc gia | Tổng cộng |
| -------------------------------- | -------------------------------- | ---------- | ------------ | --------- |
| 1                                | Samuel Nnamani                   | 2          | 1            | 3         |
| 1                                | Hendrio Araujo                   | 3          | 0            | 3         |
| 3                                | Đoàn Thanh Trường                | 1          | 0            | 1         |
| 3                                | Dương Thanh Hào                  | 1          | 0            | 1         |
| 3                                | Nguyễn Phong Hồng Duy            | 1          | 0            | 1         |
| 3                                | Dominic Vinicius                 | 1          | 0            | 1         |
| Cầu thủ đối phương phản lưới nhà | Cầu thủ đối phương phản lưới nhà | 0          | 0            | 0         |
| Tổng cộng                        | Tổng cộng                        | 9          | 1            | 10        |

### Cầu thủ kiến tạo
| #         | Cầu thủ          | V.League 1 | Cúp Quốc gia | Tổng cộng |
| --------- | ---------------- | ---------- | ------------ | --------- |
| 1         | Hendrio Araujo   | 1          | 0            | 1         |
| 1         | Nguyễn Đình Sơn  | 1          | 0            | 1         |
| 1         | Mai Xuân Quyết   | 1          | 0            | 1         |
| 1         | Samuel Nnamani   | 1          | 0            | 1         |
| 1         | Hồ Khắc Ngọc     | 1          | 0            | 1         |
| 1         | Dominic Vinicius | 0          | 1            | 1         |
| Tổng cộng | Tổng cộng        | 5          | 1            | 6         |

### Thủ môn giữ sạch lưới
| #         | Cầu thủ          | V.League 1 | Cúp Quốc gia | Tổng cộng |
| --------- | ---------------- | ---------- | ------------ | --------- |
| 1         | Trần Nguyên Mạnh | 4          | 0            | 4         |
| 2         | Lê Vũ Phong      | 0          | 0            | 0         |
| 2         | Trần Đức Dũng    | 0          | 0            | 0         |
| 2         | Trần Liêm Điều   | 0          | 0            | 0         |
| Tổng cộng | Tổng cộng        | 3          | 0            | 3         |

### Thẻ phạt
| #         | Cầu thủ               | Số áo     | Vị trí    | V.League 1 | V.League 1 | Cúp Quốc gia | Cúp Quốc gia | Tổng cộng | Tổng cộng |
| #         | Cầu thủ               | Số áo     | Vị trí    | Thẻ vàng   | Thẻ đỏ     | Thẻ vàng     | Thẻ đỏ       | Thẻ vàng  | Thẻ đỏ    |
| --------- | --------------------- | --------- | --------- | ---------- | ---------- | ------------ | ------------ | --------- | --------- |
| 1         | Mai Xuân Quyết        | 14        | TĐ        | 3          |            |              |              | 3         |           |
| 1         | Hồ Khắc Ngọc          | 12        | TV        | 3          |            |              |              | 3         |           |
| 3         | Nguyễn Đình Sơn       | 8         | TV        | 2          |            |              |              | 2         |           |
| 3         | Nguyễn Hữu Tuấn       | 15        | HV        | 1          |            | 1            |              | 2         |           |
| 5         | Nguyễn Phong Hồng Duy | 7         | HV        | 1          |            |              |              | 1         |           |
| 5         | Samuel Nnamani        | 9         | TĐ        |            |            | 1            |              | 1         |           |
| 5         | Hoàng Văn Khánh       | 5         | HV        | 1          |            |              |              | 1         |           |
| Tổng cộng | Tổng cộng             | Tổng cộng | Tổng cộng | 11         | 0          | 2            | 0            | 13        | 0         |